# Propamocarb
Il propamocarb, formula bruta C9H20N2O2, è un fungicida sistemico appartenente alla classe chimica degli azotorganici-carbammati, impiegato contro i Chromista (una volta noti come Ficomiceti) che attaccano le colture alle radici, al colletto e alla parte aerea di ortaggi e piante ornamentali (Pythium spp, Phytophthora spp, Aphanomices, Peronospora, ecc.). Può essere inoltre utilizzato per il trattamento preventivo di semi, talee e piantine prima del trapianto.
Alcuni prodotti commerciali che contengono propamocarb: Previcur, Vincent, Fitocarb, Fitocur, Caulisan.

## Sicurezza
Il propamocarb ha una bassa tossicità generale e quasi nessuna teratogenicità o neurotossicità per i mammiferi. Non è cancerogeno né mutageno.  Il propamocarb non è suscettibile alla formazione di malattie resistenti. È completamente metabolizzato dalle piante e dai batteri acquatici in poche settimane, quindi non è una grave minaccia ecologica. Porta il rischio di sensibilizzazione cutanea. La LD50 orale è 2900 mg/kg per i ratti maschi e 2000 mg/kg per i ratti femmine.
In uno studio condotto su tabacco, cetrioli e spinaci, utilizzando propamocarb marcato con carbonio-14, i ricercatori hanno affermato che il propamocarb viene decomposto in anidride carbonica e quindi incorporato nei composti naturali della pianta, come gli amminoacidi.